# Листопад 2017
Листопад 2017 — одинадцятий місяць 2017 року, що розпочався в середу 1 листопада та закінчився в четвер 30 листопада.

## Події
- 1 листопада
  - В Україні запрацював сервіс безконтактної оплати Android Pay[1].
- 2 листопада
  - Вчені знайшли невідому раніше порожнину в піраміді Хеопса. Це перше відкриття у цій піраміді з IX століття[2].
- 3 листопада
  - У світі стартували продажі iPhone X[3].
  - Померла найстаріша жителька України Христина Аврамівна Нагорна у віці 117 років[4].
- 5 листопада
  - У Румунії проходять антикорупційні мітинги[5].
  - Опубліковані «Райські папери»: розслідування про офшорне інвестування, яке містить 120 тисяч імен, у тому числі 10 українських (серед яких Президент України Петро Порошенко)[6][7].
  - Колишній військовий Девін Келлі застрелив[en] 26 осіб у церкві техаського міста Сазерленд-Спрінгс, після чого наклав на себе руки[8].
- 6 листопада
  - У німецькому Бонні розпочала роботу 23-я Конференція ООН з питань клімату[9].
- 8 листопада
  - ДП «Антонов» провело публічний демонстраційний політ безпілотного комплексу «Горлиця»[10].
  - Федеральний конституційний суд Німеччини ухвалив додати в документи про народження третю стать[11].
- 10 листопада
  - IBM створила прототип процесора з 50 квантовими розрядами[12]
  - У В'єтнамі розпочав роботу дводенний 25-й саміт[en] форуму «Азійсько-Тихоокеанське економічне співробітництво»[13].
- 11 листопада
  - Склали присягу 113 суддів нового Верховного суду України[14].
- 12 листопада
  - Під час землетрусу в Ірані у провінції Керманшах, загинуло понад 500 людей та більше 7000 поранених[15].
  - Ракета-носій Vega з українським двигуном РД-843 успішно стартувала з космодрому Куру у Французькій Гвіані та вивела на навколоземну орбіту науковий зонд[16].
  - У Словенії в ході другого туру президентських виборів переміг діючий Президент Борут Пахор[17][18].
- 14 листопада
  - У Зімбабве військові захопили владу і заарештували президента Роберта Мугабе, який був при владі з 1980 року[19].
- 15 листопада
  - В Атлантичному океані зник підводний човен ARA San Juan (S-42) ВМС Аргентини із 44 людьми на борту[20].
- 16 листопада
  - Верховна рада України підтримала законопроєкт, відповідно до якого 25 грудня буде вихідним днем, що дозволить святкувати Різдво двічі[21].
  - Ілон Маск презентував електричну вантажівку Tesla Semi і новий Tesla roadster[22][23]
  - Картина Леонардо да Вінчі «Спаситель світу» стала найдорожчим витвором мистецтва, який будь-коли продавали на торгах аукціонного дому Крістіз у Нью-Йорку. Її продали за $450 312 500.[24]
- 17 листопада
  - Бойовики терористичного угруповання «Ісламська Держава» втратили в Іраку свій останній оплот — місто Рава[25].
- 19 листопада
  - Загальні вибори в Чилі[en].
- 20 листопада
  - Північну Корею повторно внесено до списку держав-спонсорів тероризму[26].
- 21 листопада
  - Після військового перевороту президент Зімбабве Роберт Мугабе, що перебував при владі з 1980 року, склав повноваження[27][28].
  - Китайська компанія Tencent обійшла за вартістю Facebook і стала коштувати більше пів трильйона доларів[29].
- 22 листопада
  - Міжнародний трибунал щодо колишньої Югославії визнав Ратко Младича винним у геноциді мусульман у Сребрениці і засудив його до довічного ув'язнення[30].
  - Президент України Петро Порошенко призначив головою Державного бюро розслідувань Романа Трубу, тим самим ДБР розпочало свою роботу[31].
- 24 листопада
  - Відкриття дводенного Брюссельського саміту Східного партнерства[32].
  - Внаслідок атаки терористів на мечеть міста Бір-аль-Абед у Єгипті загинуло 305, а постраждало 128 осіб[33][34].
  - Палата Представників штату Мічиган (США) прийняла резолюцію щодо визнання Голодомору 1932—1933 років геноцидом українського народу.
  - Відбулась інавгурація Еммерсона Мнангагва президентом Зімбабве[35].
- 26 листопада
  - Загальні вибори в Гонурасі[en].
  - Виверження вулкану Агунга на Балі. З метою безпеки евакуйовано близько 24 тисяч жителів, закрито на два дні місцевий аеропорт. Затримано виліт 59 тис. пасажирів.[36]
- 28 листопада
  - Після довічної дискваліфікації російських біатлоністок за порушення антидопінгових правил, срібна нагорода у спринті Олімпіади в Сочі переходить до Віти Семеренко.
  - Вартість Біткойна вперше перевищила $10 000[37].
- 29 листопада
  - КНДР здійснила запуск балістичної ракети нового типу — «Хвасон-15». США, Японія та Південна Корея скликають екстрене засідання Ради Безпеки ООН[38].
  - На знак протесту проти рішення суду герой війни в Боснії Слободан Праляк покінчив життя самогубством у залі Гаазького трибуналу[39]
- 30 листопада
  - Головою оновленого Верховного Суду обрана Валентина Данішевська[40].
  - Архієрейський собор РПЦ підтримав прохання митрополита Київського і всієї України Онуфрія та вніс зміни до Статуту РПЦ[ru], якими офіційно визнав незалежний статус Української православної церкви.[41][42][43][44] Зокрема прописано, що центр управління УПЦ МП знаходиться в Києві. Але при цьому обмеживши права, які УПЦ фактично мала[45]